# Paulo Salvador
Paulo Salvador (* 1965 in Sá da Bandeira, Angola) ist ein portugiesischer Journalist.

## Leben
Er wurde 1965 in Sá da Bandeira geboren, als Sohn in Angola geborener, von portugiesischen Siedlern abstammender Eltern. Im Alter von drei Jahren zog Paulo Salvador nach Mariano Machado (heute Ganda), später in die Hauptstadt Luanda, wo er einen Großteil seiner Jugend verbrachte. Im Zusammenhang mit der Unabhängigkeit 1975 verließ er Angola, wie die meisten angolanischen Portugiesen, und lebte fortan in Portugal.
Er schloss ein Studium der Medienwissenschaften am Instituto Superior de Ciências Sociais e Políticas ab, der sozial- und politikwissenschaftlichen Fakultät der Technischen Universität Lissabon. Danach arbeitete er beim Radio und für verschiedene Publikationen (Sete, Universitário und Semanário), und studierte Journalismus an der Columbia University in New York.
1989 begann er beim öffentlich-rechtlichen Fernsehsender Rádio e Televisão de Portugal (RTP), wo er als Redakteur, Produzent und Ansager arbeitete. Nach der Einführung des Privatfernsehens in Portugal wechselte er 1994 zum Sender Televisão Independente (TVI), wo er seither Chefredakteur ist.
Er ist weiterhin als Fernsehjournalist vor den Kameras tätig, etwa als Reporter bei der Beerdigung von Nelson Mandela, wo er dessen Tochter interviewte, oder in kritischen Reportagen zum Geschäft mit der allgegenwärtigen Berichterstattung über Prominente.
Paulo Salvador ist zudem ein erfolgreicher Buchautor, mit Publikationen zum kolonialen Angola. Nach seinem Anfangserfolg 2004 mit Era uma vez... Angola (dt. Es war einmal... Angola) folgte die dreibändige Bildbandreihe Recordar Angola (dt.: Angola erinnern), die in mehreren Auflagen erschien. Ein vierter und letzter Band der Reihe ist seit 2012 angekündigt. Dazu unterhält er eine überwiegend nostalgisch ausgerichtete, zweisprachige Website, die sich mit dem Angola bis zur Unabhängigkeit beschäftigt und insbesondere die Erinnerungen früherer Einwohner Angolas sammelt und wachhält. Auch einen Blog zu der Thematik unterhält er.